# Stollwiese bei Erzbach
Die Stollwiese bei Erzbach ist ein Naturschutzgebiet im Odenwaldkreis in Südhessen. Es wurde mit der Verordnung vom 28. September 1989, zuletzt geändert am 1. September 2009, ausgewiesen. Mit seinem kleinräumigen Mosaik von Pflanzengesellschaften spiegelt es die reich strukturierte Kulturlandschaft aus früheren Zeiten des Odenwaldes wider.

## Lage
Die Stollwiese bei Erzbach befindet sich etwa 5 Kilometer südlich der Gemeinde Reichelsheim in der Gemarkung Erzbach. Es liegt  östlich von Erzbach und südlich von Rohrbach in einem Taleinschnitt des Rohrbachs auf 310 bis 340 Metern Meereshöhe. Das langgestreckte Schutzgebiet ist im Osten von Wald umgeben, im Westen grenzen landwirtschaftliche Flächen an. Der Rohrbach und sein uferbegleitender Auwald gehören außerdem seit 2008 zum FFH-Gebiet "Oberläufe der Gersprenz". 

## Beschreibung und Schutzziele
Das Naturschutzgebiet von 8,41 ha umfasst unterschiedlich feuchtes, extensiv genutztes Grünland, teilweise mit Schilfbeständen, Weideflächen und Streuobstwiesen, sowie entlang des Rohrbachs auch Wald.  Dieses kleinräumige Mosaik aus ökologisch wertvollen Biotopen hat sich durch die frühere traditionelle landwirtschaftliche Nutzung ohne Dünger und Pflanzenschutzmittel entwickelt. Heute sind solche Gebiete gefährdet, weil unrentable Flächen oft nicht mehr genutzt oder aufgeforstet werden, andere Flächen durch Intensivierung überdüngt werden und verarmen, und zudem noch Nährstoffeintrag aus benachbarten Äckern erfolgt.
Als Schutzziel wird genannt, "den naturnahen Bachlauf, die Grünlandflächen und Röhrichte als Standorte seltener und gefährdeter Pflanzenarten und als Laichgebiet für Amphibien zu erhalten, zu sichern und weiter zu entwickeln".

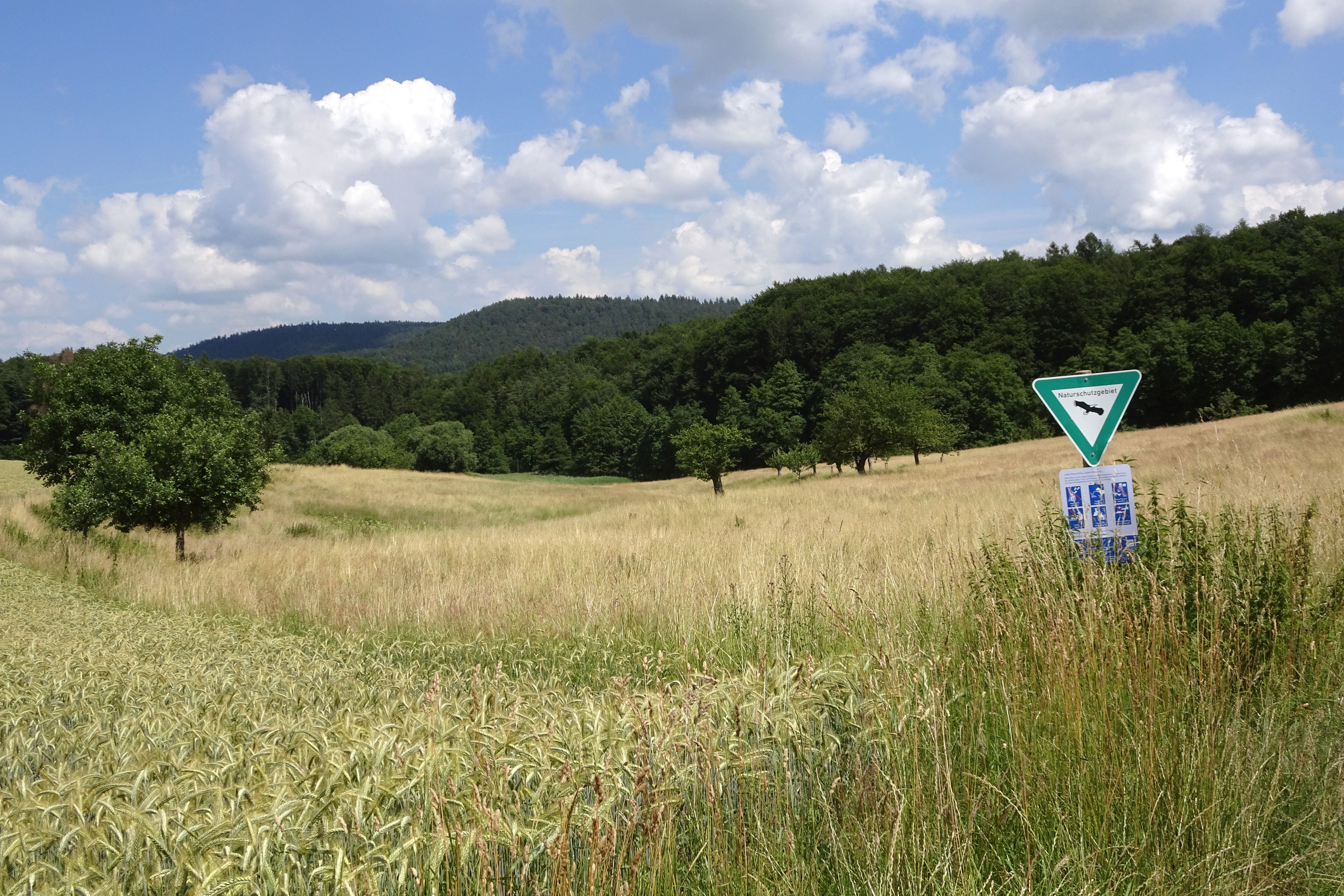
Stollwiese bei Erzbach von Westen (2021)
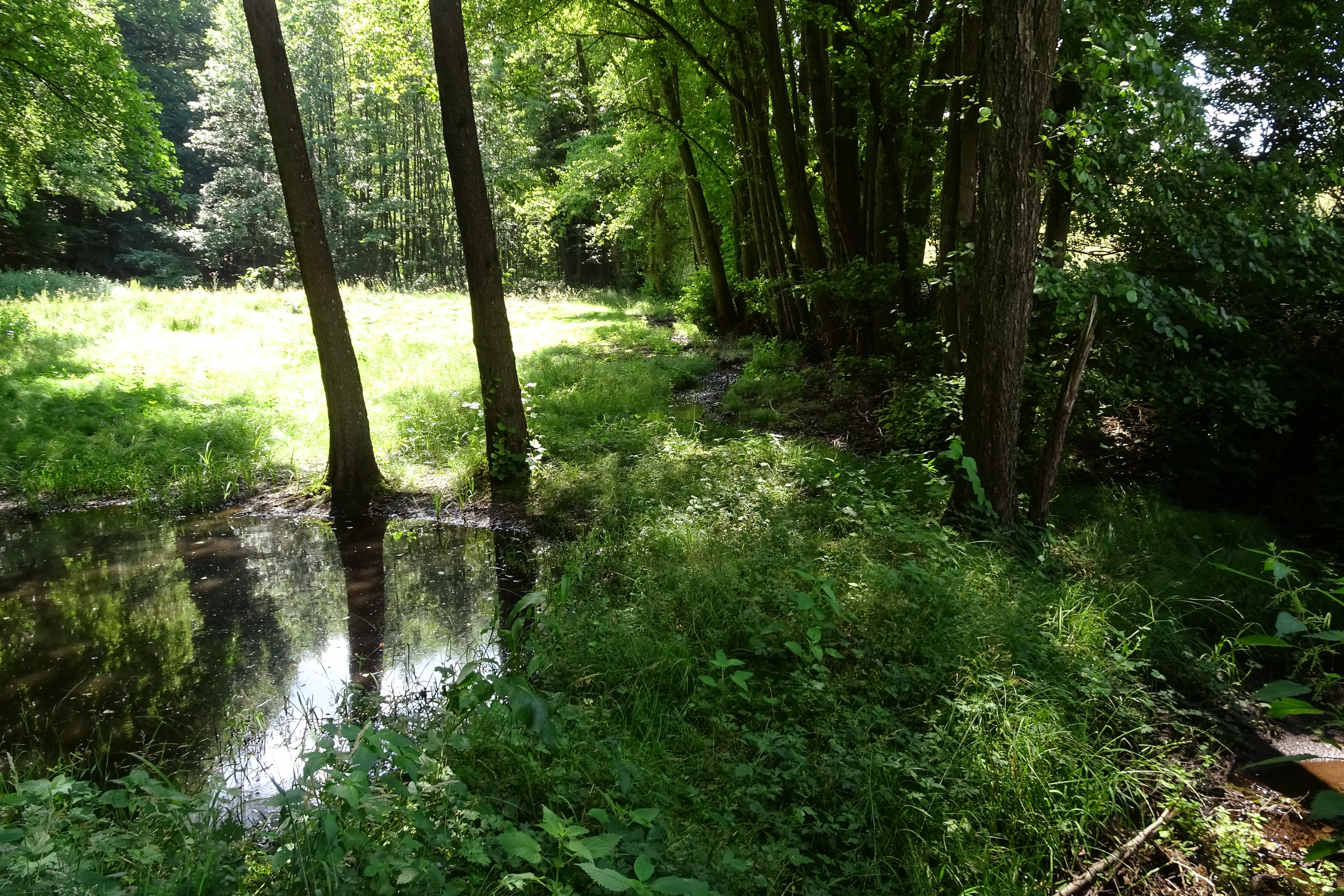
Der Rohrbach im Naturschutzgebiet (2021)
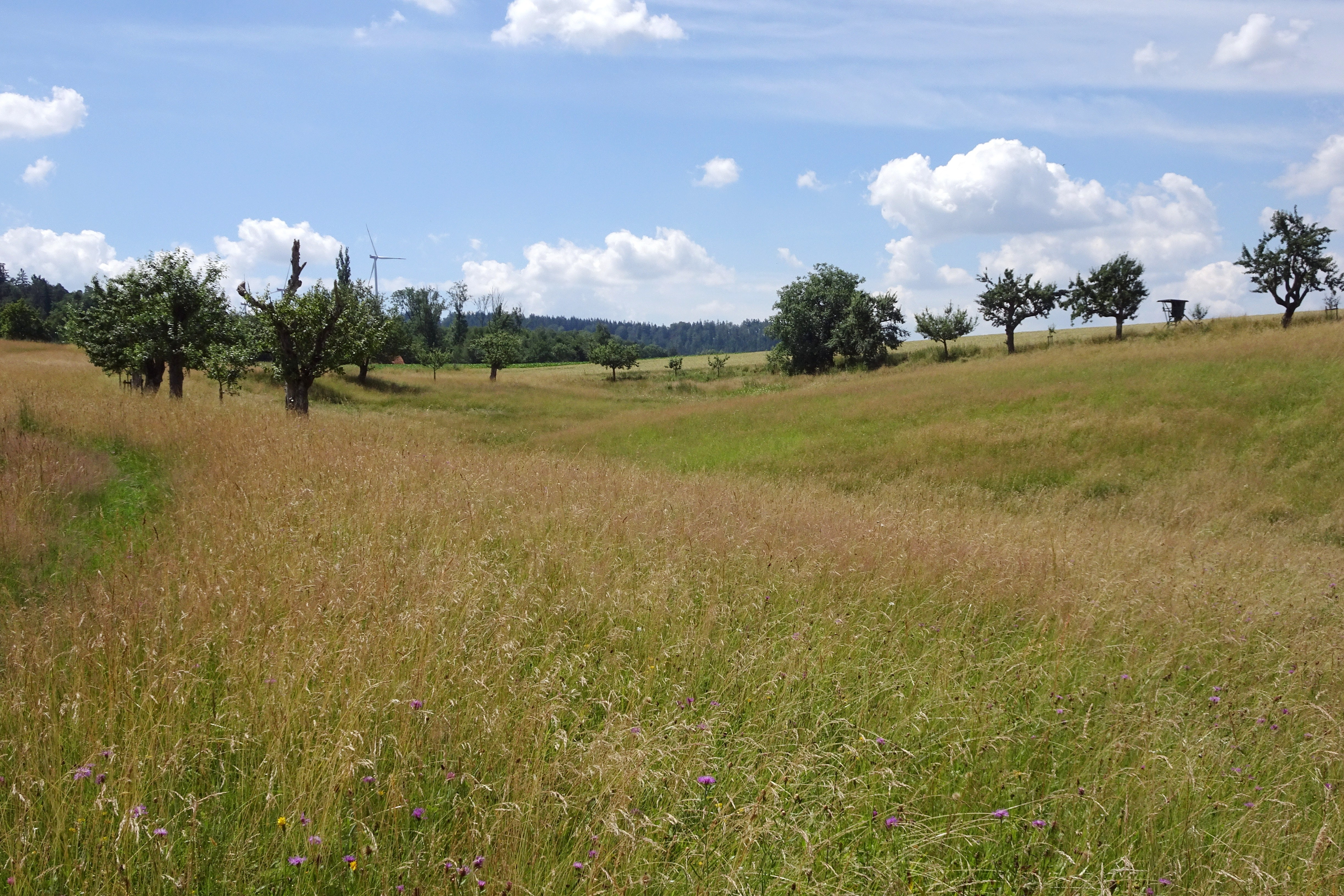
Tälchen eines Seitenbachs (Stollbach) (2021)
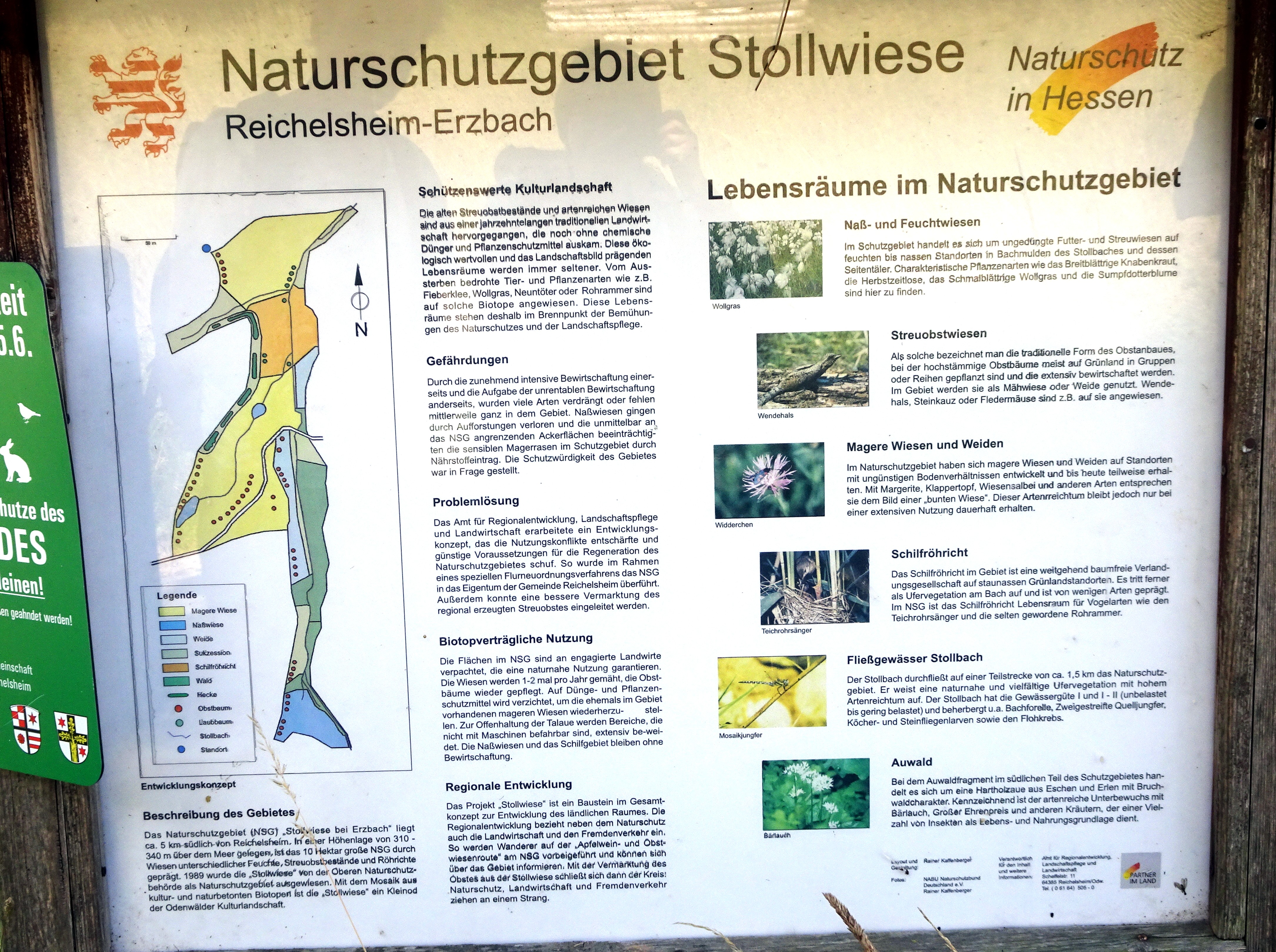
Infotafel am Naturschutzgebiet (2021)

## Flora und Fauna
In den Nass- und Feuchtwiesen gedeihen Breitblättriges Knabenkraut, Herbstzeitlose, Schmalblättriges Wollgras, Sumpfdotterblume und Fieberklee In den Magerwiesen und Weideflächen blühen bunte Stauden wie Margeriten, Klappertopf, Wiesensalbei und Gewöhnlicher Teufelsabbiss.  In den Streuobstwiesen sind beispielsweise Wendehals, Steinkauz und Fledermäuse auf die Hochstamm-Obstbäume angewiesen. Das Schilfröhricht bietet Lebensraum für Teichrohrsänger und Rohrammer. 
Im oberen, südlichen Teil des Naturschutzgebietes wächst ein Auwald aus Eschen und Erlen mit artenreichem Unterwuchs, beispielsweise Bärlauch und Großer Ehrenpreis. Am naturnahen Bachlauf von Rohrbach und Stollbach fliegt die Zweigestreifte Quelljungfer, im sauberen Wasser sind Bachforelle, Larven von Köcherfliegen und Steinfliegen und der Flohkrebs zu finden.

## Biotopverträgliche Nutzung
Die Nasswiesen und Schilfbestände werden nicht bewirtschaftet. Die Erhaltung von artenreichem extensivem Kulturland erfordert jedoch eine schonende Nutzung. Durch ein Flurneuordungsverfahren gelangte das Naturschutzgebiet in den Besitz der Gemeinde Reichelsheim. Die Wiesen und Weiden werden an Landwirte verpachtet, die eine extensive Nutzung ohne Düngung und Pflanzenschutzmittel garantieren. Das Obst der Streuobstwiesen soll regional vermarktet werden.